# Clube de Futebol Canelas 2010
O Clube de Futebol Canelas 2010, mais conhecido como CF Canelas 2010 ou simplesmente Canelas, é um clube de futebol português, sediado em Vila Nova de Gaia, na Área Metropolitana do Porto. Canelas compete no  Liga 3, a liga da terceira divisão da Federação Portuguesa de Futebol.

## História
O clube foi fundado em 6 de fevereiro de 1966 como o Canelas Gaia Futebol Clube, por ser localizado em Canelas, uma freguesia de Vila Nova de Gaia, onde está localizado o estádio da equipa.
Canelas Gaia Futebol Clube ficou inativo depois da temporada 2005/06, devido a problemas financeiros.
O clube foi refundado em 28 de abril de 2010 como CF Canelas 2010, após uma reestruturação das finanças e administração do clube.
O CF Canelas 2010 joga na Liga 3, a liga da terceira divisão da Federação Portuguesa de Futebol, desde a temporada 2017/18.
Em 2019, Canelas qualificou para a Taça de Portugal, o principal torneio nocaute no futebol português, pela primeira vez em sua história, onde chegaram, até aos quartos de final sendo o 1º clube de Vila Nova de Gaia a se qualificar para os Quartos de Final da Taça de Portugal.
A Summit Nutritionals International tornou-se o patrocinador oficial do CF Canelas em 2020, após a aquisição do clube por Caesar DePaço.

## Plantel Atual
Atualizado em 12 de abril de 2023.

## Títulos
2018/2019
- Campeão da Divisão da Elite Pro Nacional da A.F. Porto
2016/2017
- Campeão da Divisão da Elite Pro Nacional da A.F. Porto
- Vencedor da taça da A.F. Porto
2015/2016
- Campeão da Divisão de Honra da A.F. Porto
2012/2013
- Campeão II Divisão Distrital da A.F. Porto